# Karl Büchner
Karl Büchner (Gaschwitz, 6 agosto 1910 – Denzlingen, 19 novembre 1981) è stato un filologo classico tedesco.

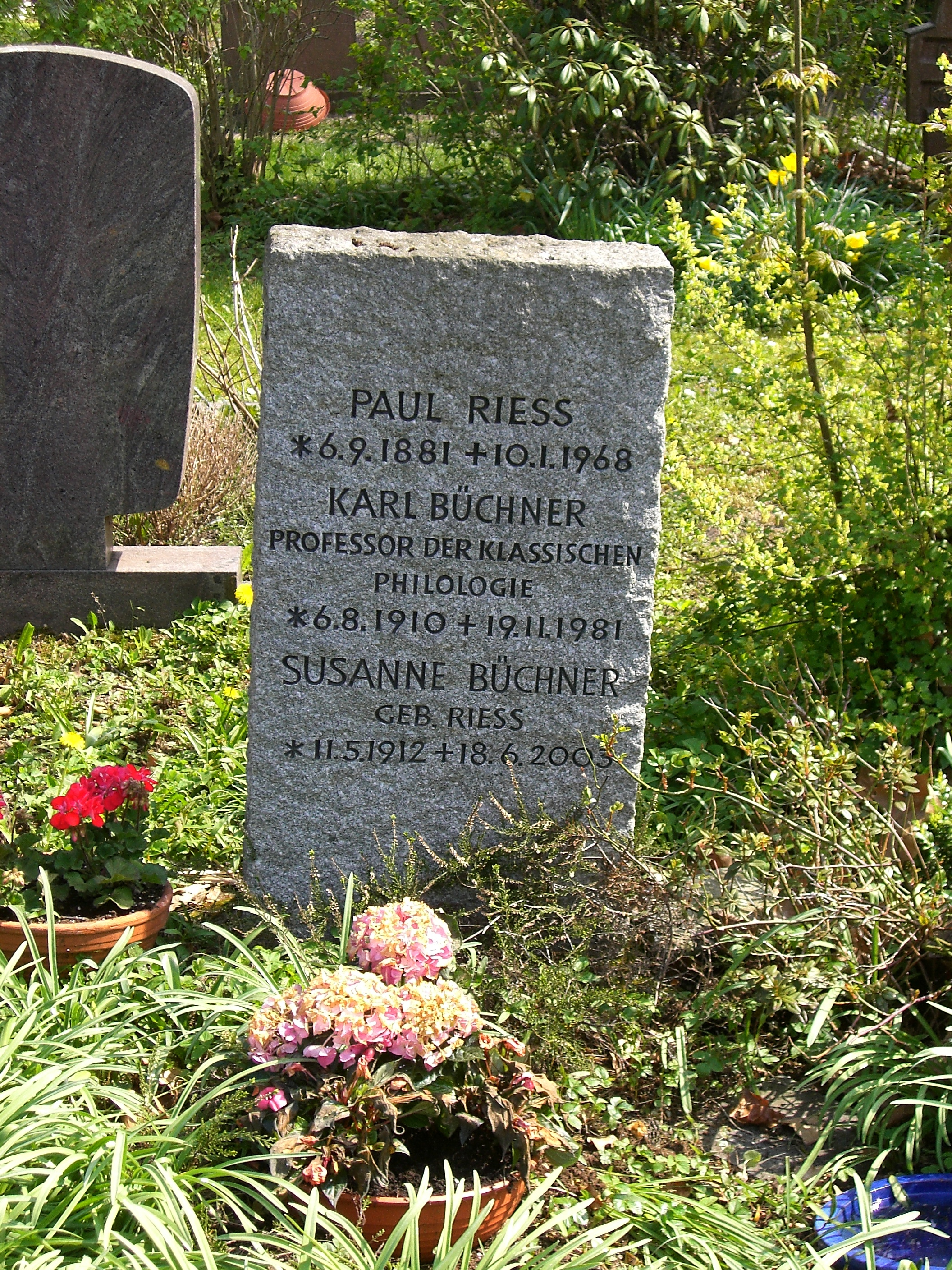
La sua lapide (condivisa con altri)

Docente all'università di Friburgo dal 1949, tra i suoi saggi si ricordano L'Andria di Terenzio (1939), Sallustio (1960), Cicerone (1964) e Il teatro di Terenzio (1974).